# Ronggomulyo (Tuban)
Ronggomulyo is een bestuurslaag in het regentschap Tuban van de provincie Oost-Java, Indonesië. Ronggomulyo telt 5470 inwoners (volkstelling 2010).